# Vorchdorf
Vorchdorf ist eine Marktgemeinde mit 7867 Einwohnern (Stand 1. Jänner 2025) in Oberösterreich im Bezirk Gmunden im Traunviertel.

## Geografie
Vorchdorf liegt auf 414 m Höhe (tiefste Stelle 370 m, höchste Stelle 640 m), etwa 15 km nordöstlich von Gmunden. Die Ausdehnung beträgt von Nord nach Süd 9,3 km, von West nach Ost 9,8 km. Die Gesamtfläche beträgt 47,78 km². 19,2 % der Fläche sind bewaldet, 64,9 % der Fläche sind landwirtschaftlich genutzt. Die beiden Flüsse Laudach und die Alm passieren von Süden her das Gemeindegebiet. Die Dürre (Innere) Laudach mündet in der Nähe des Ortszentrums in die Äußere Laudach.

### Gemeindegliederung
Das Gemeindegebiet umfasste bis etwa 2017 folgende 27 Ortschaften:
- Adlhaming
- Aggsbach
- Albenedt
- Berg
- Eggenberg
- Eichham
- Einsiedling
- Falkenohren
- Feldham
- Fischböckau
- Heitzing
- Hötzelsdorf
- Lederau
- Moos
- Mühltal
- Oberhörbach
- Pappelleiten
- Peintal
- Point
- Radhaming
- Schart
- Seyrkam
- Theuerwang
- Unterhörbach
- Ursprung
- Vorchdorf
- Weidach

2018 besteht die Gemeinde nur noch aus der einzigen Ortschaft Vorchdorf.
Die Gemeinde besteht aus elf Katastralgemeinden:
- Adlhaming
- Eggenberg
- Einsiedling
- Feldham
- Hörbach
- Lederau
- Messenbach
- Moos
- Mühltal
- Theuerwang
- Vorchdorf

Die Gemeinde liegt im Gerichtsbezirk Gmunden.

### Nachbargemeinden
| Roitham am Traunfall | Bad Wimsbach-Neydharting, Steinerkirchen an der Traun | Eberstalzell |
| Laakirchen           | Kompassrose, die auf Nachbargemeinden zeigt           |              |
| Kirchham             | Scharnstein                                           | Pettenbach   |

Vorchdorf grenzt an die Bezirke Wels-Land und Kirchdorf.

## Geschichte
Vorchdorf wurde aufgrund seiner geografisch vorteilhaften Lage bereits in der Jungsteinzeit besiedelt. Ursprünglich im Ostteil des Herzogtums Bayern liegend, gehörte der Ort seit dem 12. Jahrhundert zum Herzogtum Österreich. Seit 1490 wird er dem Fürstentum „Österreich ob der Enns“ zugerechnet. Während der Napoleonischen Kriege war der Ort mehrfach besetzt. Seit 1918 gehört der Ort zum Bundesland Oberösterreich. Nach dem Anschluss Österreichs an das Deutsche Reich am 13. März 1938 gehörte der Ort zum „Gau Oberdonau“. Nach 1945 erfolgte die Wiederherstellung Oberösterreichs. Die oberösterreichische Landesregierung beschloss 1982, die Gemeinde zur Marktgemeinde zu erheben.

### Bevölkerungsentwicklung
| Vorchdorf: Einwohnerzahlen von 1869 bis 2024 | Vorchdorf: Einwohnerzahlen von 1869 bis 2024 | Vorchdorf: Einwohnerzahlen von 1869 bis 2024 | Vorchdorf: Einwohnerzahlen von 1869 bis 2024 | Vorchdorf: Einwohnerzahlen von 1869 bis 2024 |
| -------------------------------------------- | -------------------------------------------- | -------------------------------------------- | -------------------------------------------- | -------------------------------------------- |
| Jahr                                         |                                              |                                              |                                              | Einwohner                                    |
| 1869                                         | 1869                                         |                                              | 3.124                                        | 3.124                                        |
| 1880                                         | 1880                                         |                                              | 3.278                                        | 3.278                                        |
| 1890                                         | 1890                                         |                                              | 3.288                                        | 3.288                                        |
| 1900                                         | 1900                                         |                                              | 3.322                                        | 3.322                                        |
| 1910                                         | 1910                                         |                                              | 3.502                                        | 3.502                                        |
| 1923                                         | 1923                                         |                                              | 3.658                                        | 3.658                                        |
| 1934                                         | 1934                                         |                                              | 3.914                                        | 3.914                                        |
| 1939                                         | 1939                                         |                                              | 4.084                                        | 4.084                                        |
| 1951                                         | 1951                                         |                                              | 4.849                                        | 4.849                                        |
| 1961                                         | 1961                                         |                                              | 4.888                                        | 4.888                                        |
| 1971                                         | 1971                                         |                                              | 5.694                                        | 5.694                                        |
| 1981                                         | 1981                                         |                                              | 6.263                                        | 6.263                                        |
| 1991                                         | 1991                                         |                                              | 6.868                                        | 6.868                                        |
| 2001                                         | 2001                                         |                                              | 7.265                                        | 7.265                                        |
| 2011                                         | 2011                                         |                                              | 7.308                                        | 7.308                                        |
| 2021                                         | 2021                                         |                                              | 7.581                                        | 7.581                                        |
| 2024                                         | 2024                                         |                                              | 7.769                                        | 7.769                                        |
| Quelle(n): Statistik Austria                 |                                              |                                              |                                              |                                              |

Im Jänner 2020 hatte die Marktgemeinde 7524 Einwohner. Rund 500 Siebenbürger Sachsen kamen nach dem Zweiten Weltkrieg nach Vorchdorf. Danach stammten die Zuwanderer vor allem aus dem ehemaligen Jugoslawien, der Türkei und aus Deutschland.
Der Bevölkerungszuwachs im letzten Jahrzehnt beruht auf einer positiven Geburtenbilanz. Die Wanderungsbilanz ist seit 2001 negativ.

## Kultur und Sehenswürdigkeiten

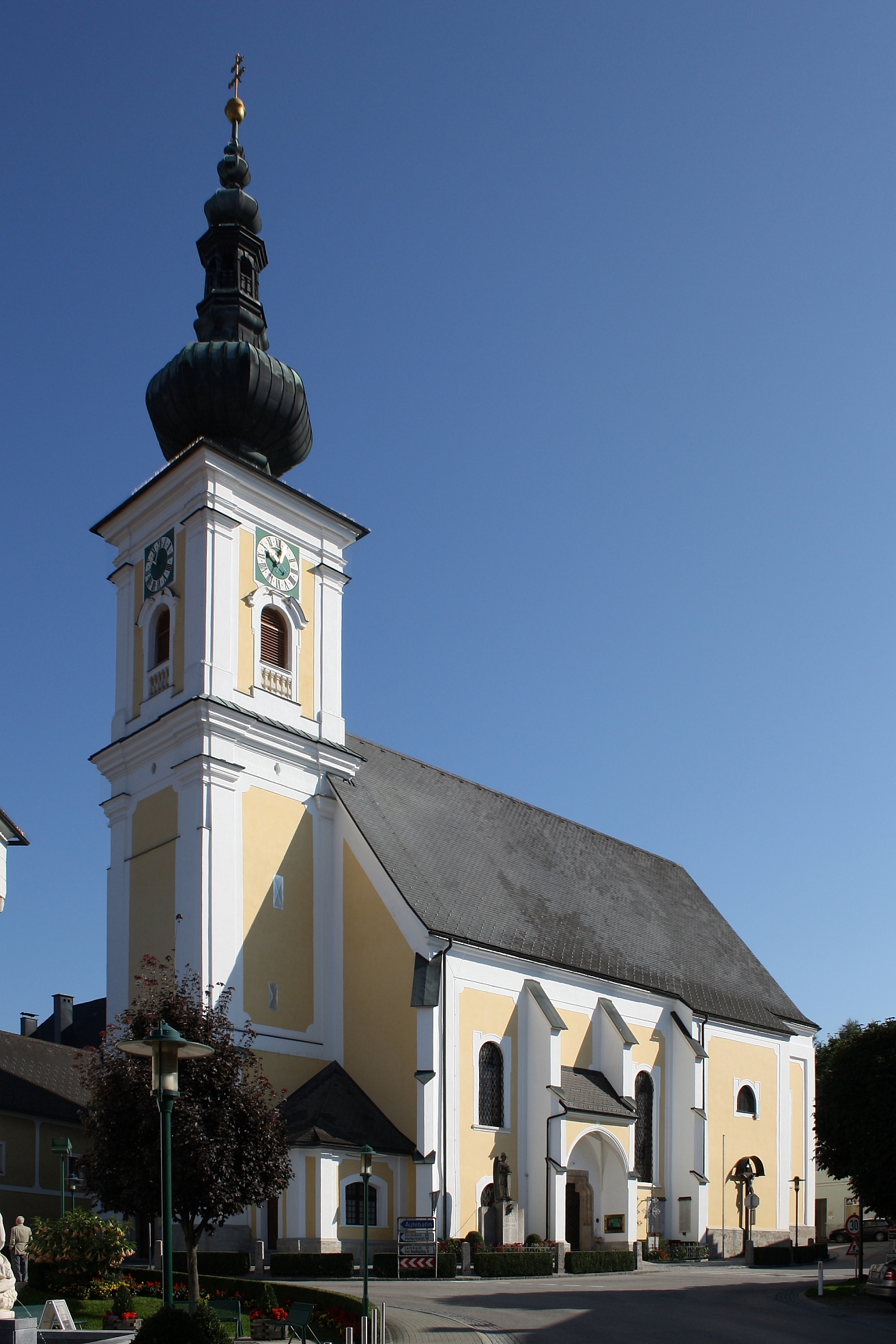
Pfarrkirche Vorchdorf

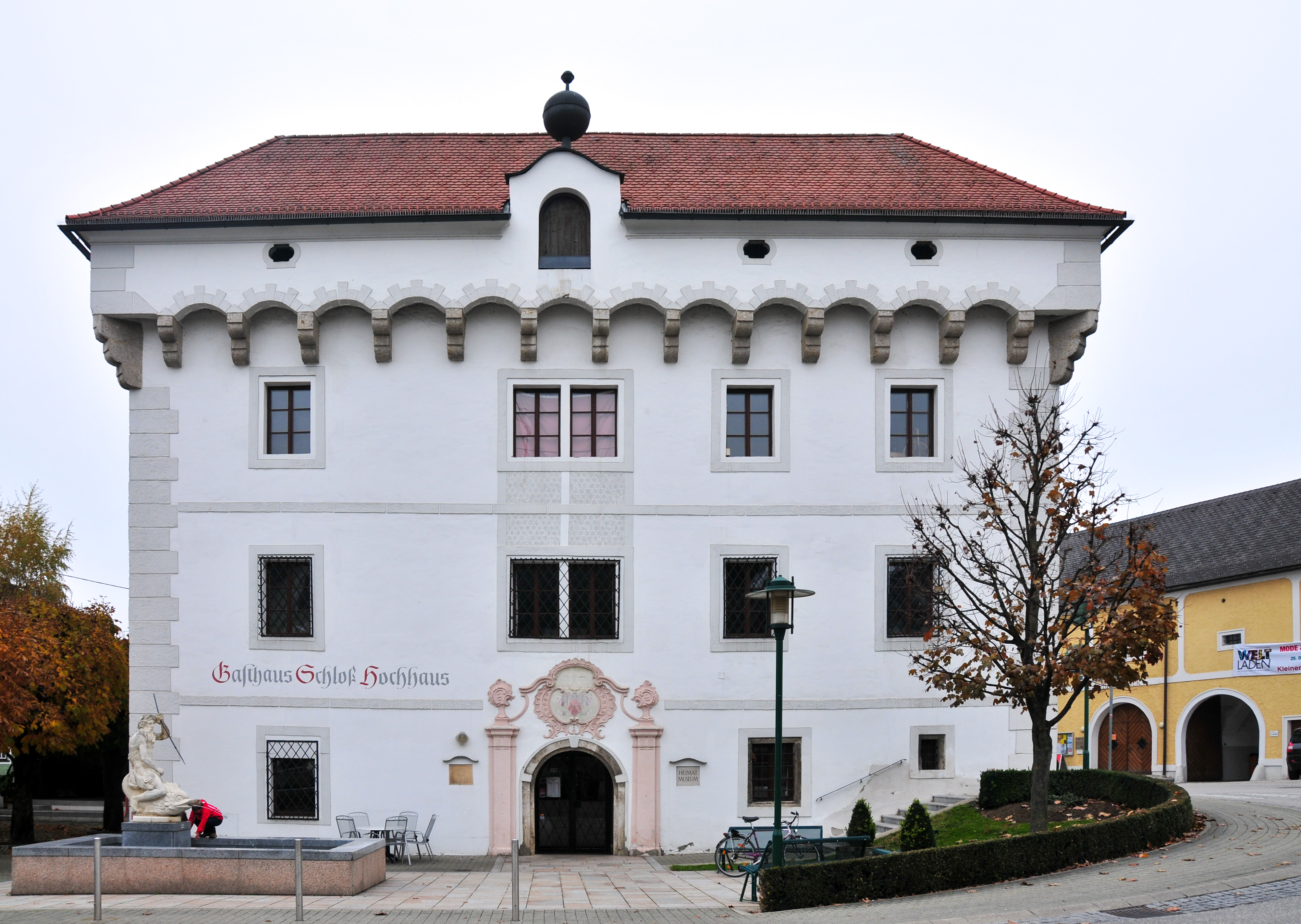
Vorchdorf: Schloss Hochhaus

- Schloss Eggenberg: ein altes Schloss aus dem Jahr 971, beherbergt die Brauerei Eggenberg, welche sich ebenso wie das Schloss bis in das 10. Jahrhundert nachweisen lässt, und Museen.
- Schloss Hochhaus: ein nahezu ursprünglich erhaltenes Renaissanceschloss aus der Zeit um 1600, und einer der frühesten Renaissancebauten in Österreich; das Schloss befindet sich mitten im Ort, beherbergt das Heimatmuseum mitsamt Gastronomie.[4]
- Ehemaliges Schloss Theuerwang
- Röm.-kath. Pfarrkirche Vorchdorf: barocker Kirchenbau, ursprünglich gotisch, ab 1700 Umbau in barocken Stil, barocker Hochaltar von 1690
- Kriegerdenkmal: Entworfen wurde das Denkmal vom Bildhauer A. Gerhard aus Gmunden. Es besteht aus einem dreiteiligen Kunststeinsockel. Das Mittelstück zeigt die Inschrift „Den Helden 1914–1918“ und trägt die Steinfigur des Hl. Michael. In den beiden Seitenteilen sind die Namen von 70 im Krieg Gefallenen aus Vorchdorf graviert. Das Denkmal wurde am 2. Oktober 1921 durch Bürgermeister Michael Kitzmantel feierlich enthüllt.
- Filialkirche Einsiedling: die großteils gotische Kirche könnte bis ins 8. Jahrhundert zurückreichen. Erstmals als Filialkirche von Vorchdorf erwähnt wurde die dem Hl. Bartholomäus geweihte Kirche in Einsiedling im Jahre 1249. Sie besitzt ein barockes Langhaus, einen spätgotischen Chor und eine Kreuzigungsgruppe aus dem Jahre 1480. Der Bau in seiner heutigen Form war schon im Jahr 1665 abgeschlossen, als die Kirche durch den Passauer Weihbischof Martin Geiger eingeweiht wurde.
- Museum der Region Vorchdorf: im Areal der Kitzmantelfabrik
- Emailmuseum: im Schloss Hochhaus, im Fischerturm
- Motorradmuseum: im Ortsteil Peintal

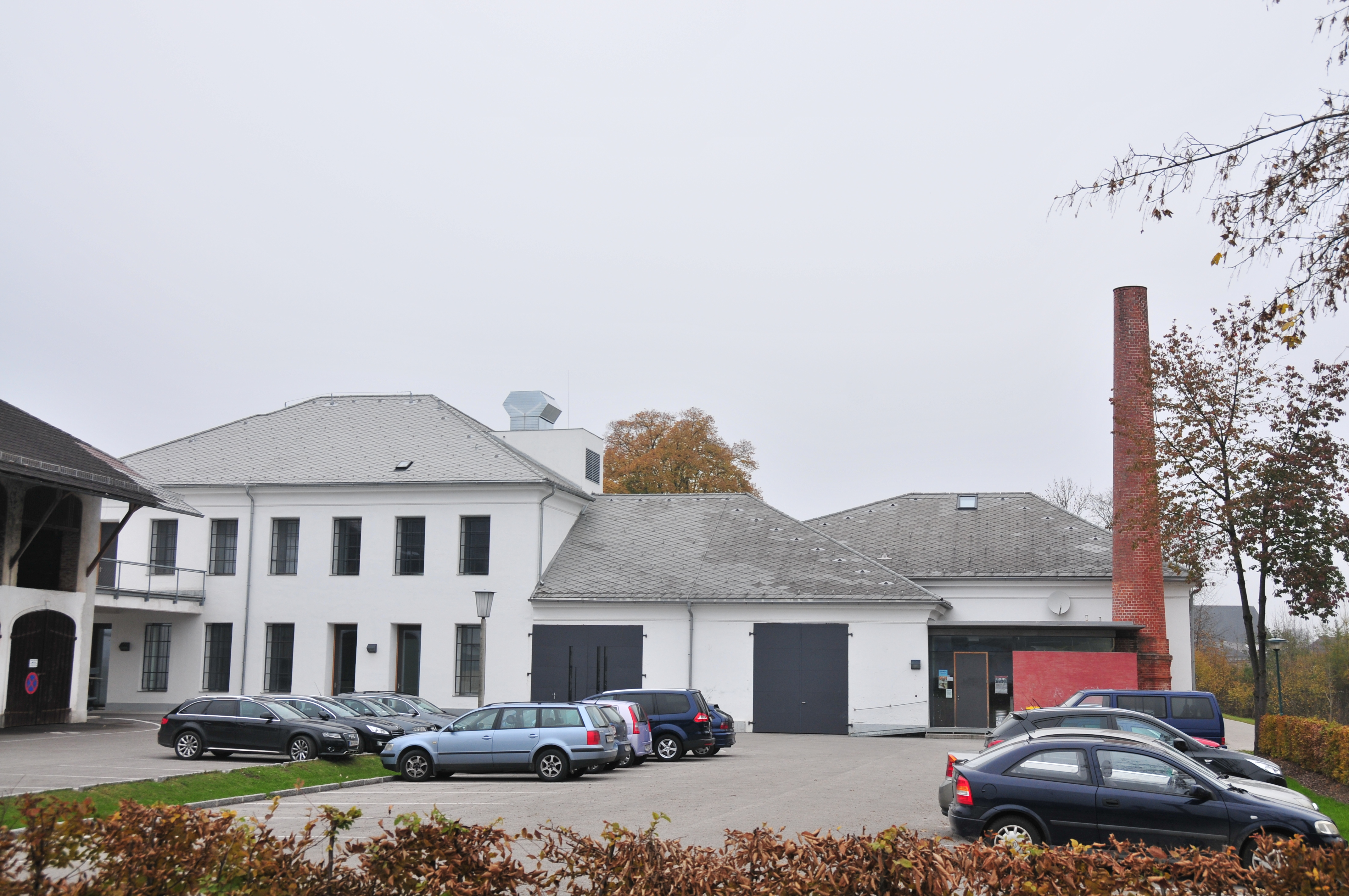
Das Welser Architekturbüro Luger-Maul nahm die Umgestaltung der ehemaligen Schuhfabrik vor.

- Almtalbad Vorchdorf
- Das Welser Architekturbüro Luger-Maul nahm die Umgestaltung der ehemaligen Schuhfabrik vor.Kulturzentrum Kitzmantelfabrik

## Kulturvereine
- Fotoklub Vorchdorf
- Goldhaubengruppe Vorchdorf
- Kitzmantelfabrik
- Landjugend Vorchdorf
- Marktmusik Vorchdorf[5]
- Musikverein der Siebenbürger Vorchdorf
- Drumfabrik Musik & Events
- Faschingsgilde "VoriDori"

### Sport
Vereine:
- ASKÖ Vorchdorf
- Schützengesellschaft 1879 Vorchdorf
- Schützenverein Theuerwang
- Union Badminton Club Vorchdorf
- VKL Vikings Basketball
- Union Skiclub Seyr-Dach Vorchdorf
- Union Swiss Life Select Tischtennis Vorchdorf
- Union Tennis Club Vorchdorf

### Regelmäßige Veranstaltungen
- Kreativ- und Design-Markt in der Kitzmantelfabrik
- Ostermontag Kirtag mit Autofrühling und Blühende Wirtschaft
- Marktmusik Festkonzert
- Kulturwochenende im Kitzmantel[6]
- Siloparty der Landjugend Vorchdorf
- Italienische Nacht und internationales Cinquecento-Treffen
- Christkindlmarkt am Schlossplatz
- Bauernmarkt
- Alle 5 Jahre: Faschingszug und Narrensitzungen der Faschingsgilde "VoriDori"

## Wirtschaft und Infrastruktur
Durch den Bau der Westautobahn A1 Anfang 1960 mit der Anschlussstelle Vorchdorf wurde ein wirtschaftlicher Aufschwung ausgelöst. Seit 1987 vertritt der Werbering Vorchdorf die Interessen der Kaufleute mit einem Gutscheinsystem (Werbering-Gutschein) und der Regionalzeitung VORchdorfer Tipp.

### Ansässige Unternehmen
- Miba Sinter Austria GmbH
- Miba eMobility
- Schlossbrauerei Eggenberg
- Heson Metall- und Kunststofftechnik GmbH
- Frutura
- Asamer, Kies- und Betonwerk
- Meyer Logistik
- ZINKPOWER Vorchdorf GmbH

Eines der besten Restaurants in Oberösterreich, das Restaurant & Galerie Tanglberg, befindet sich in Vorchdorf. Es wurde 2017 von Gault & Millau mit drei Hauben ausgezeichnet.

### Bildung
- Krabbelstube Fischböckau
- Kindergarten Fischböckau
- Kindergarten Vorchdorf Kapellenweg
- Kindergarten Vorchdorf Kitzmantelstraße
- Volksschule Vorchdorf
- Volksschule Pamet
- Neue Mittelschule / Musikmittelschule
- Polytechnische Schule
- Landesmusikschule (Zweigstelle von Laakirchen)
- ECDL Testcenter Vorchdorf

### Verkehr
Im Norden wird die Gemeinde von der West Autobahn durchschnitten.

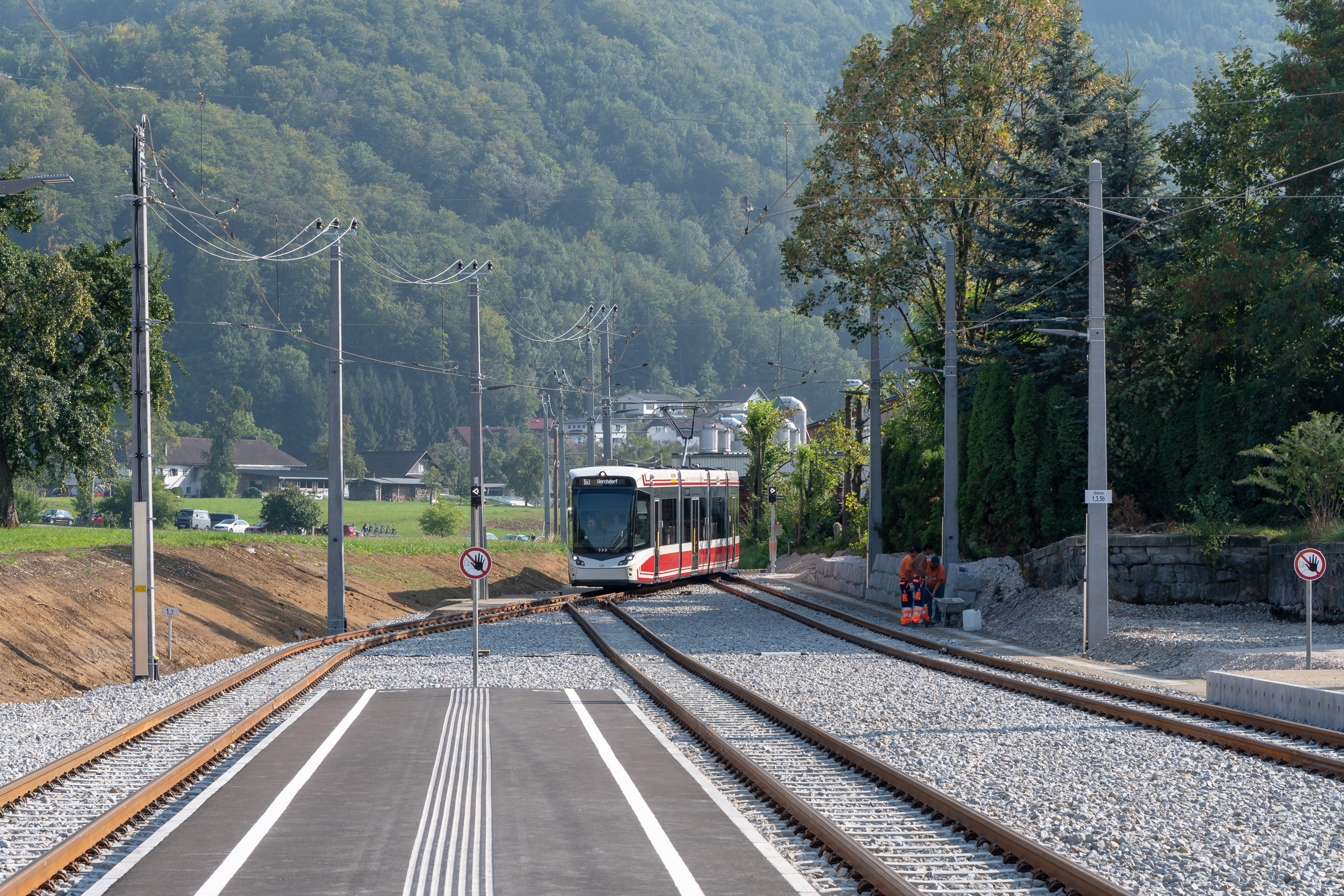
Moderne Niederflurtram auf der Strecke Gmunden-Vorchdorf

Die Lokalbahnen Lambach–Vorchdorf und Gmunden–Vorchdorf verbinden den Ort mit Gmunden im Süden und Lambach im Norden. Im Jahr 2018 wurde die Lokalbahn Gmunden–Vorchdorf mit der Gmundener Straßenbahn zur Traunseetram verbunden und stellt so eine direkte Verbindung zum Gmundener Bahnhof (ÖBB) her.

### Religion
- Römisch-katholische Pfarrkirche (siehe Sehenswürdigkeiten)
- Filialkirche Einsiedling (röm.-kath.)
- Evangelische Kirche
- Moschee der islamischen Glaubensgemeinschaft (seit 1980)

## Politik
Der Gemeinderat hat 37 Mitglieder.
- Mit den Gemeinderats- und Bürgermeisterwahlen in Oberösterreich 2003 hatte der Gemeinderat folgende Verteilung: 14 ÖVP, 10 SPÖ, 3 A, 2 FPÖ und 2 GRÜNE. (31 Mandate)
- Mit den Gemeinderats- und Bürgermeisterwahlen in Oberösterreich 2009 hatte der Gemeinderat folgende Verteilung: 15 ÖVP, 9 SPÖ, 4 FPÖ und 3 GRÜNE. (31 Mandate)
- Mit den Gemeinderats- und Bürgermeisterwahlen in Oberösterreich 2015 hatte der Gemeinderat folgende Verteilung: 15 ÖVP, 10 FPÖ, 7 SPÖ und 5 GRÜNE. (37 Mandate)
- Mit den Gemeinderats- und Bürgermeisterwahlen in Oberösterreich 2021 hat der Gemeinderat folgende Verteilung: 11 ÖVP, 7 FPÖ, 7 LV, 6 SPÖ, 5 GRÜNE und 1 NEOS. (37 Mandate)[11][12]

### Bürgermeister
- bis 2008 Franz Kofler (ÖVP)
- 2008–2021 Gunter Schimpl (ÖVP)[13] 2015 wurde er mit 50,07 % der Stimmen wieder gewählt. Die restlichen Kandidaten waren Karin Pointner (FPÖ): 21,20 %, Harald Agostini (SPÖ): 16,90 %, Reinhard Ammer (Grüne): 11,83 %[14]
- seit 2021 Johann Mitterlehner (ÖVP)

### Wappen
Auf dem 1967 verliehenen Wappen ist das Schloss Hochhaus zu sehen (siehe Sehenswürdigkeiten).
Blasonierung: „In Grün ein silbernes, quadratisches, dreigeschossiges Haus mit Sockel, schwarzem Rundbogentor, zwei schwarzen, rechteckigen Fenstern im Erdgeschoss und je vier schwarzen, rechteckigen Fenstern in den beiden Obergeschossen, davon die mittleren als Doppelfenster; bekrönt mit einem Rundbogenfries, darüber ein kleines, schwarzes, rundbogiges Mittelfenster und ein rotes Walmdach; seitlich begrenzt mit versetzten Eckquadern. Gemeindefarben: Rot-Weiß-Grün“

## Persönlichkeiten

### Söhne und Töchter der Gemeinde
- Josef Zaunegger (1851–1923), Apotheker und Politiker
- Josef Hörtenhuber (1865–1936), Gastwirt, Bauer und Politiker
- Franz Maier (1872–1945), Bauer, Politiker, Bürgermeister und Abgeordneter
- Anton Moser (1913–2003), Zisterziensermönch in Schlierbach, 1. Abt von Jequitibá, Brasilien und Abtpräses
- Rudolf Flotzinger (* 1939), Musikwissenschafter und Herausgeber des fünfbändigen Österreichischen Musiklexikons
- Martin Dickinger (* 1959), Künstler (Installationen aus Papiermaché), arbeitet und lebt in Vorchdorf

### Personen mit Bezug zur Gemeinde
- Reinhard Ammer (* 1976), Politiker (Die Grünen)
- Christine Dollhofer (* 1963), Kulturmanagerin
- Markus Eibegger (* 1984), Radsportler, lebt in Vorchdorf
- Verena Fastenbauer (* 1976), Badmintonspielerin
- Wieland Schmied (1929–2014), Kunsthistoriker, Kunstkritiker, Literaturwissenschaftler und Schriftsteller, lebte in Vorchdorf
- Andreas Sodian (* 1956), Politiker, Gemeinderat in Vorchdorf
- Thomas Windischbauer (* 2003), Triathlet
- Othmar Zechyr (1938–1996), Maler und Zeichner, lebte in Vorchdorf